# پریشان‌ماهیان
پریشان‌ماهیان (نام علمی: Oreosomatidae) نام یک تیره از راسته طلاکوب‌ماهی‌سانان است.